# Jan Brzeźny
Jan Brzeźny (nascido em 11 de junho de 1951) é um ex-ciclista profissional polonês. Competiu nos Jogos Olímpicos de Verão de 1976, na corrida de estrada individual e terminou em 30º lugar. Venceu a competição Volta à Polônia em 1978 e 1981.